# Monnina erioclada
Monnina erioclada är en jungfrulinsväxtart som beskrevs av Gandoger. Monnina erioclada ingår i släktet Monnina och familjen jungfrulinsväxter. Inga underarter finns listade i Catalogue of Life.